# 君の名は。English edition
「君の名は。English edition」（きみのなは イングリッシュ・エディション）は2017年2月22日に発売されたRADWIMPSの19枚目のシングル。発売元はEMI Records。

## 背景とリリース
2017年に映画『君の名は。』が北米とカナダでも公開されるにあたり、野田が「前前前世」「夢灯籠」「スパークル」「なんでもないや」に英語詞をつけて、「Zenzenzense (English ver.)」「Dream lantern (English ver.)」「Sparkle (English ver.)」「Nandemonaiya (English ver.)」の楽曲名とし、英語版の映画主題歌として採用された。この4曲は『君の名は。English edition』として1月27日に配信リリースされ、2月22日にはCDが日本で販売された。
「Zenzenzense (English ver.)」「Sparkle (English ver.)」はアルバム『人間開花』に収録されたoriginal ver.を、「Nandemonaiya (English ver.)」はmovie ver.を英詞にして収録している。

## 収録内容
| 全作詞・作曲: 野田洋次郎、全編曲: RADWIMPS、ストリングスアレンジ: RADWIMPS、ストリングスアレンジ協力: 徳澤青弦。 |                                  |            |            |      |
| # | タイトル                         | 作詞       | 作曲・編曲 | 時間 |
| 1. | 「Dream lantern (English ver.)」 | 野田洋次郎 | 野田洋次郎 | 2:09 |
| 2. | 「Zenzenzense (English ver.)」   | 野田洋次郎 | 野田洋次郎 | 4:37 |
| 3. | 「Sparkle (English ver.)」       | 野田洋次郎 | 野田洋次郎 | 6:49 |
| 4. | 「Nandemonaiya (English ver.)」  | 野田洋次郎 | 野田洋次郎 | 5:42 |
| 合計時間: | 合計時間:                        | 19:17      |            |      |

## クレジット
RADWIMPS
野田洋次郎: Vocal & Guitar & Piano
桑原彰: Guitar
武田祐介: Bass
参加ミュージシャン
森瑞希: Drums